# Asota borbonica
Asota borbonica är en fjärilsart som beskrevs av Jean Baptiste Boisduval 1833. Asota borbonica ingår i släktet Asota och familjen nattflyn. Inga underarter finns listade i Catalogue of Life.